# Actinote amphilecta
Actinote amphilecta är en fjärilsart som beskrevs av Jordan 1913. Actinote amphilecta ingår i släktet Actinote och familjen praktfjärilar. Inga underarter finns listade i Catalogue of Life.